# Río Oué Bouameu
El río Oué Bouameu es un río de Nueva Caledonia. Tiene un área de influencia de 13 kilómetros cuadrados.